# Guardia Nazionale Bielorussa
La Guardia Nazionale Bielorussa o Difesa Nazionale Bielorussa (in bielorusso: Беларуская краёвая абарона, Belaruskaâ kraëvaâ abarona o BKA) fu un'organizzazione paramilitare collaborazionista creata nel febbraio 1944 dalla Germania nazista con personale di origine bielorusso. 

## Storia
La BKA rappresentava la forza armata del Consiglio Centrale Bielorusso, l'entità collaborazionista bielorussa istituita dai tedeschi nei territori occupati del Reichskommissariat Ostland.
Anche al momento della sua massima espansione, la BKA raggruppava appena sei battaglioni di volontari, impegnati nel pattugliamento delle strade e a supportare le forze armate tedesche nelle operazioni contro i partigiani sovietici.